# ماسايوشي ماتسوكاتا
ماسايوشي ماتسوكاتا (باليابانية: 松方 正義 ماتسوكاتا ماسايوشي) (25 فبراير 1835 - 2 يوليو 1924) كان سياسي ياباني في فترة ميجي شغل منصب رئيس الوزراء الياباني مرتين.